# Jelena Novoselac
Jelena Novoselac (* 19. Juni 1990) ist eine serbische Biathletin und Triathletin.
Jelena Novoselac gab ihr internationales Debüt in der Saison 2011/12 in Ridnaun im IBU-Cup und beendete weder ihr erstes Einzel noch ihr erstes Sprintrennen in Obertilliach. Die nächsten internationalen Einsätze hatte sie bei ihren ersten internationalen Meisterschaften, den Europameisterschaften 2012 in Osrblie. Weder im Sprintrennen noch im Einzel kam sie ins Ziel. Damit beendete Novoselac bis dahin keines ihrer internationalen Rennen. Erst nach den Europameisterschaften erreichte sie als 58. eines Sprints in Altenberg erstmals das Ziel.
Novoselac ist zudem als Triathletin aktiv. Bei den Balkan-Juniorenmeisterschaften wurde sie 2006 Zehnte, 2008 kam sie nicht ins Ziel.